# Svømning under sommer-OL 2016 – 4x100 m fri (damer)
4x100 m fri for damer under Sommer-OL 2016 fandt sted den 6. august 2016. 

## Medaljefordeling
| Medaljetagere                                              | Medaljetagere                                           | Medaljetagere                                                       | Medaljetagere |
| ---------------------------------------------------------- | ------------------------------------------------------- | ------------------------------------------------------------------- | ------------- |
| Guld                                                       | Sølv                                                    | Bronze                                                              |               |
| Emma McKeon Brittany Elmslie Bronte Campbell Cate Campbell | Simone Manuel Abbey Weitzeil Dana Vollmer Katie Ledecky | Sandrine Mainville Chantal Van Landeghem Taylor Ruck Penny Oleksiak |               |

## Turneringsformat
Konkurrencen blev afviklet med indledende heats og finale. Efter de indledende heats gik de otte bedste tider videre til finalen, hvor medaljerne blev fordelt. 

## Tidsplan
Nedenstående tabel viser tidsplanen for afvikling af konkurrencen:
| Dato      | Tid   | Runde  |
| --------- | ----- | ------ |
| 6. august | 15:17 | Heats  |
| 6. august | 23:19 | Finale |

### Heats
| Nr. | Heat | Bane | Land       | Svømmer | Tid     | Note |
| --- | ---- | ---- | ---------- | --- | ------- | ---- |
| 1   | 2    | 4    | Australien | Madison Wilson (54,11) Brittany Elmslie (53,22) Bronte Campbell (53,26) Cate Campbell (51,80)              | 3:32,39 | Q    |
| 2   | 2    | 5    | USA        | Amanda Weir (53,60) Lia Neal (53,63) Allison Schmitt (53,72) Katie Ledecky (52,64)                         | 3:33,59 | Q    |
| 3   | 2    | 3    | Canada     | Sandrine Mainville (54,17) Chantal Van Landeghem (52,90) Michelle Williams (53,73) Taylor Ruck (53,04)     | 3:33,84 | Q    |
| 4   | 1    | 3    | Italien    | Erika Ferraioli (54,91) Silvia di Pietro (53,96) Aglaia Pezzato (53,86) Federica Pellegrini (53,17)        | 3:35,90 | Q    |
| 5   | 1    | 4    | Holland    | Inge Dekker (54,75) Marrit Steenbergen (53,31) Maud van der Meer (53,88) Femke Heemskerk (54,00)           | 3:35,94 | Q    |
| 6   | 1    | 5    | Sverige    | Michelle Coleman (54,39) Louise Hansson (54,69) Ida Lindborg (54,77) Sarah Sjöström (52,57)                | 3:36,42 | Q    |
| 7   | 1    | 2    | Japan      | Miki Uchida (53,93) Rikako Ikee (53,41) Misaki Yamaguchi (54,87) Yayoi Matsumoto (54,53)                   | 3:36,74 | Q    |
| 8   | 2    | 2    | Frankrig   | Beryl Gastaldello (54,94) Charlotte Bonnet (53,16) Mathilde Cini (54,64) Anna Santamans (54,11)            | 3:36,85 | Q    |
| 9   | 1    | 6    | Kina       | Zhu Menghui (54,06) Sun Meichen (54,79) Tang Yi (54,56) Shen Duo (53,84)                                   | 3:37,25 |      |
| 10  | 2    | 7    | Rusland    | Veronika Popova (54,35) Viktoriia Andreeva (54,45) Rozaliya Nasretdinova (54,32) Nataliya Lovtsova (54,56) | 3:37,68 |      |
| 11  | 2    | 6    | Brasilien  | Larissa Oliveira (55,54) Etiene Medeiros (53,99) Daynara de Paula (54,81) Manuella Lyrio (55,06)           | 3:39,40 |      |
| 12  | 1    | 7    | Danmark    | Pernille Blume (54,54) Julie Kepp Jensen (54,79) Sarah Bro (55,75) Mie Ø. Nielsen (54,37)                  | 3:39,45 |      |
| 13  | 2    | 1    | Spanien    | Fatima Gallardo (55,84) Marta González (54,98) Patricia Castro (55,08) Melania Costa Schmid (54,56)        | 3:40,46 |      |
| 14  | 2    | 8    | Schweiz    | Maria Ugolkova (54,75) Alexandra Touretski (55,28) Danielle Villars (55,37) Noemi Girardet (55,62)         | 3:41,02 |      |
| 15  | 1    | 1    | Polen      | Katarzyna Wilk (55,34) Alicja Tchórz (55,01) Aleksandra Urbańczyk (55,78) Anna Dowgiert (55,30)            | 3:41,43 |      |
| 16  | 1    | 8    | Israel     | Keren Siebner (55,60) Zohar Shikler (55,29) Amit Ivry (55,71) Andrea Murez (55,37)                         | 3:41,97 |      |

### Finale
| Nr. | Bane | Land       | Svømmer                                                                                             | Tid     | Note |
| --- | ---- | ---------- | --------------------------------------------------------------------------------------------------- | ------- | ---- |
| 1   | 4    | Australien | Emma McKeon (53,41) Brittany Elmslie (53,12) Bronte Campbell (52,15) Cate Campbell (51,97)          | 3:30,65 |      |
| 2   | 5    | USA        | Simone Manuel (53,36) Abbey Weitzeil (52,56) Dana Vollmer (53,18) Katie Ledecky (52,79)             | 3:31,89 |      |
| 3   | 3    | Canada     | Sandrine Mainville (53,86) Chantal Van Landeghem (53,12) Taylor Ruck (53,19) Penny Oleksiak (52,72) | 3:32,89 |      |
| 4   | 2    | Holland    | Marrit Steenbergen (54,29) Femke Heemskerk (53,47) Inge Dekker (53,85) Ranomi Kromowidjojo (52,20)  | 3:33,81 |      |
| 5   | 7    | Sverige    | Michelle Coleman (54,19) Sarah Sjöström (52,47) Ida Marko-Varga (54,70) Louise Hansson (54,54)      | 3:35,90 |      |
| 6   | 6    | Italien    | Erika Ferraioli (55,21) Silvia di Pietro (53,69) Aglaia Pezzato (53,99) Federica Pellegrini (53,89) | 3:36,78 |      |
| 7   | 8    | Frankrig   | Beryl Gastaldello (54,83) Charlotte Bonnet (53,17) Mathilde Cini (54,92) Anna Santamans (54,53)     | 3:37,45 |      |
| 8   | 1    | Japan      | Miki Uchida (54,23) Rikako Ikee (53,98) Misaki Yamaguchi (55,11) Yayoi Matsumoto (54,46)            | 3:37,78 |      |